# Lecane aspasia
Lecane aspasia är en hjuldjursart som beskrevs av Myers 1917. Lecane aspasia ingår i släktet Lecane och familjen Lecanidae. Inga underarter finns listade i Catalogue of Life.